# Campeonato Asiático de Atletismo de 2023 - Revezamento 4x100 m feminino
A prova dos 4 x 100 metros estafetas masculino do Campeonato Asiático de Atletismo de 2023 foi disputada no dia 12 de julho de 2023, no Estádio Nacional, em Banguecoque, na Tailândia.

## Recordes
Antes desta competição, os recordes mundiais e do campeonato nesta prova eram os seguintes:
|                       | Nome                                                         | Nacionalidade  | Tempo  | Local   | Data                  |
| --------------------- | ------------------------------------------------------------ | -------------- | ------ | ------- | --------------------- |
| Recorde mundial       | Tianna Madison, Allyson Felix Bianca Knight, Carmelita Jeter | Estados Unidos | 40s 82 | Londres | 10 de agosto de 2012  |
| Recorde do campeonato | Liang Xiaojing, Wei Yongli Kong Lingwei, Ge Manqi            | China          | 42s 87 | Doha    | 23 de abril de 2019   |
| Recorde asiático      | Lin Xiao, Yali Li Xiaomei Liu, Li Xuemei                     | China          | 42s 23 | Xangai  | 23 de outubro de 1997 |

## Medalhistas
| Ouro                                                       | Prata                                                                                | Bronze                                                                              |
| China · Liang Xiaojing · Wei Yongli · Yuan Qiqi · Ge Manqi | Japão · Miu Kurashige · Arisa Kimishima · Remi Tsuruta · Midori Mikase · Shuri Aono* | Tailândia · Supawan Thipat · Supanich Poolkerd · On-Uma Chattha · Athicha Petchakul |

* Indica que os atletas competiram apenas nas baterias e receberam medalhas

## Cronograma
Todos os horários são locais (UTC+7)
| Data        | Hora  | Evento  |
| ----------- | ----- | ------- |
| 12 de julho | 10:30 | Bateria |
| 12 de julho | 18:40 | Final   |

## Resultados

### Bateria
Qualificação: 3 atletas de cada bateria  (Q) mais os  2 melhores qualificados (q).
| Posição | Bateria | Nacionalidade | Atletas                                                                                         | Tempo | Notas |
| ------- | ------- | ------------- | ----------------------------------------------------------------------------------------------- | ----- | ----- |
| 1       | 2       | China         | Liang Xiaojing, Wei Yongli, Yuan Qiqi, Ge Manqi                                                 | 43.86 | Q     |
| 2       | 1       | Japão         | Miu Kurashige, Shuri Aono, Remi Tsuruta, Midori Mikase                                          | 44.51 | Q     |
| 3       | 1       | Tailândia     | Supawan Thipat, Supanich Poolkerd, On-Uma Chattha, Athicha Petchakul                            | 44.87 | Q     |
| 4       | 1       | Hong Kong     | Luo Tsz Yuen, Leung Kwan Yi, Tsz To Li, Kong Chun Ki                                            | 45.49 | Q     |
| 5       | 1       | Singapura     | Shanti Pereira, Elizabeth-Ann Tan, Roxanne Rose Zulueta Enriquez, Bernice Liew Yee Ling         | 45.87 | q     |
| 6       | 2       | Cazaquistão   | Arina Misheyeva, Rima Kashafutdinova, Yuliya Bashmanova, Olga Safronova                         | 45.89 | Q     |
| 7       | 2       | Malásia       | Azreen Nabila Alias, Zaidatul Husniah Zulkifli, Nur Afrina Mohamad Rizal, Chelsea Evali Bopulas | 46.17 | Q     |
| 8       | 2       | Uzbequistão   | Lydiya Podsepkina, Kamila Mirsaliyeva, Nurkhon Ochilova, Malika Rajabova                        | 47.01 | q     |
| 9       | 2       | Maldivas      | Ahnaa Nizaar, Mariyam Alhaa, Hawwa Muzna Faiz, Aishath Shaba Saleem                             | 48.99 |       |

### Final
A final ocorreu no dia 12 de julho às 18:40.
| Posição           | Raia | Nacionalidade | Atletas                                                                                          | Tempo | Notas |
| ----------------- | ---- | ------------- | ------------------------------------------------------------------------------------------------ | ----- | ----- |
| Medalha de ouro   | 4    | China         | Liang Xiaojing, Wei Yongli, Yuan Qiqi, Ge Manqi                                                  | 43.35 |       |
| Medalha de prata  | 6    | Japão         | Miu Kurashige, Arisa Kimishima, Remi Tsuruta, Midori Mikase                                      | 43.95 |       |
| Medalha de bronze | 3    | Tailândia     | Supawan Thipat, Supanich Poolkerd, On-Uma Chattha, Athicha Petchakul                             | 44.56 |       |
| 4                 | 8    | Hong Kong     | Luo Tsz Yuen, Leung Kwan Yi, Tsz To Li, Kong Chun Ki                                             | 45.51 |       |
| 5                 | 7    | Malásia       | Nurul Aliah Nor Azmi, Zaidatul Husniah Zulkifli, Nur Afrina Mohamad Rizal, Chelsea Evali Bopulas | 45.56 |       |
| 6                 | 1    | Singapura     | Shanti Pereira, Elizabeth-Ann Tan, Roxanne Rose Zulueta Enriquez, Clara Si Hui Goh               | 45.60 |       |
| 8                 | 2    | Uzbequistão   | Lydiya Podsepkina, Kamila Mirsaliyeva, Nurkhon Ochilova, Malika Rajabova                         | DSQ   |       |
| 8                 | 5    | Cazaquistão   | Arina Misheyeva, Rima Kashafutdinova, Yuliya Bashmanova, Olga Safronova                          | DSQ   |       |

Legenda
| Recorde mundial       | Recorde mundial (World record)               |                       | Recorde africano                      | Recorde africano (African) |                                           | Q | Classificado por posição (Qualified) |
| Recorde do campeonato | Recorde do campeonato (Championship record)  | Recorde da América    | Recorde da América (Americas)         | q                          | Classificado por melhor tempo (Qualified) |   |                                      |
| Melhor marca do ano   | Melhor marca do ano (World leading)          | Recorde asiático      | Recorde asiático (Asian)              | DNS                        | Não largou (Did not start)                |   |                                      |
| Recorde nacional      | Recorde nacional (National record)           | Recorde europeu       | Recorde europeu (European)            | DNF                        | Não terminou (Did not finish)             |   |                                      |
| Recorde pessoal       | Recorde pessoal do atleta (Personal best)    | Recorde da Oceania    | Recorde da Oceania (Oceania)          | DSQ / DQ                   | Desclassificado (Disqualified)            |   |                                      |
| Recorde da temporada  | Recorde da temporada do atleta (Season best) | Recorde sul-americano | Recorde sul-americano (South America) | NM                         | Sem marca (No mark)                       |   |                                      |